# Aleuropleurocelus hyptisemoryi
Aleuropleurocelus hyptisemoryi es un hemíptero de la familia Aleyrodidae, subfamilia Aleyrodinae.
Fue descrita científicamente por primera vez por Gill en 1900.